# Sân bay quốc tế Presidente Nicolau Lobato
Sân bay quốc tế Presidente Nicolau Lobato (IATA: DIL, ICAO: WPDL), tên trước đây là Sân bay quốc tế Comoro là một sân bay ở Dili, thủ đô của Đông Timor. Sân bay này đang nằm dưới sử kiểm soát của Lực lượng phòng vệ Úc trong chiến dịch Operation Astute tháng 5 năm 2006.

## Các hãng hàng không
| Hãng hàng không                      | Các điểm đến  |
| ------------------------------------ | ------------- |
| Airnorth                             | Darwin        |
| Merpati Nusantara Airlines           | Denpasar/Bali |
| SilkAir bay thuê chuyến bởi Austasia | Singapore     |